# المجلس الوطني لبوتان
المجلس الوطني لبوتان (بالإنجليزية: National Council)‏ هو مجلس في بوتان، ويتكون من 25 مقعداً، وهو المجلس الأعلى في برلمان بوتان.

## طالع أيضًا
- برلمان بوتان